# Bogdand
Bogdand là một xã thuộc hạt Satu Mare, România. Dân số thời điểm năm 2002 là 3258 người.